# Купараки
Купараки (порт. Cuparaque) — муниципалитет в Бразилии, входит в штат Минас-Жерайс. Составная часть мезорегиона Вали-ду-Риу-Доси. Входит в экономико-статистический микрорегион Айморес. Население составляет 4317 человек на 2006 год. Занимает площадь 227,030 км². Плотность населения — 19,0 чел./км².

## История
Город основан в 1997 году.

## Статистика
- Валовой внутренний продукт на 2003 год составляет 12 909 840,00 реалов (данные: Бразильский институт географии и статистики).
- Валовой внутренний продукт на душу населения на 2003 год составляет 2974,62 реалов (данные: Бразильский институт географии и статистики).
- Индекс развития человеческого потенциала на 2000 год составляет 0,710 (данные: Программа развития ООН).